# Test Act
Test Act (dansk: "testloven") er betegnelsen for en række engelske love, som indebar at man for at kunne beklæde et offentligt embede skulle underkastes en religionstest. Den første engelske testlov er fra 1400-tallet, men det var først i 1600-tallet under Karl 2. af England, at man krævede at den beklædte et offentligt embede skulle modtage nadveren i overensstemmelse med den anglikanske kirkes ritual. Den første af Karl 2.s testlove var Corporation Act fra 1673, som foruden en edaflæggelse, som anerkendte monarkens overhøjhed i religiøse spørgsmål  (Oath of Supremacy) også krævede, at engelske embedsmænd modtog nadveren efter statskirkens ritual indenfor et år efter tiltrædelsen. I Skotland var der indført en tilsvarende lov i 1567, over 100 år tidligere. I Irland blev der indført en testlov i 1704.
Testloven fra 1673, som havde titlen An act for preventing dangers which may happen from popish recusants (En lov der skal forhindre de farer som kan opstå fra papistiske afvigere), udvidede kravene. Nadveren skulle nu tages indenfor 3 måneder og embedsmanden skulle underskrive en deklaration mod transsubstantiationslæren. Denne lov omfattede ikke adelsmænd, hvilket ændredes i 1678 i en ny lov. Denne lov indebar at adelsmænd og medlemmer af Underhuset skulle udtale sig mod transsubstantiationslæren, påkaldelse af helgener og messeoffer. 
Kravet om at modtage kirkens sakramente for at kunne bestride et offentligt embede blev afskaffet af Georg 4. Alle love som indeholdt krav om edsaflæggelse og erklæringer mod transsubstiationslæren og lignende blev afskaffet ved en lov i 1829, Catholic Relief Act. Religionskravet for embedsmænd i England blev først helt afskaffet i begyndelsen af 1870'erne, 1871 i Irland og 1889 i Skotland.

## Eksterne kilder
- Nationalencyklopedins artikel "testakten" (Webside ikke længere tilgængelig), Hentet 2012-05-28
- Committees for the Repeal of the Test and Corporation Acts: referaterne fra to komiteer om afskaffelse af loven. Først udgivet af the London Record Society, tilgængelig som en del af British History Online.